# Mlaștina cea Mare
Mlaștina cea Mare este o arie protejată de interes național ce corespunde categoriei a IV-a IUCN (rezervație naturală de tip floristic și faunistic), situată în estul Transilvaniei, pe teritoriul județului Harghita.

## Localizare
Rezervația naturală se află în partea nord-vestică a județului Harghita, la confluența Mureșului cu Râul Lăzarea, pe teritoriul administrativ al comunei Remetea.

## Descriere

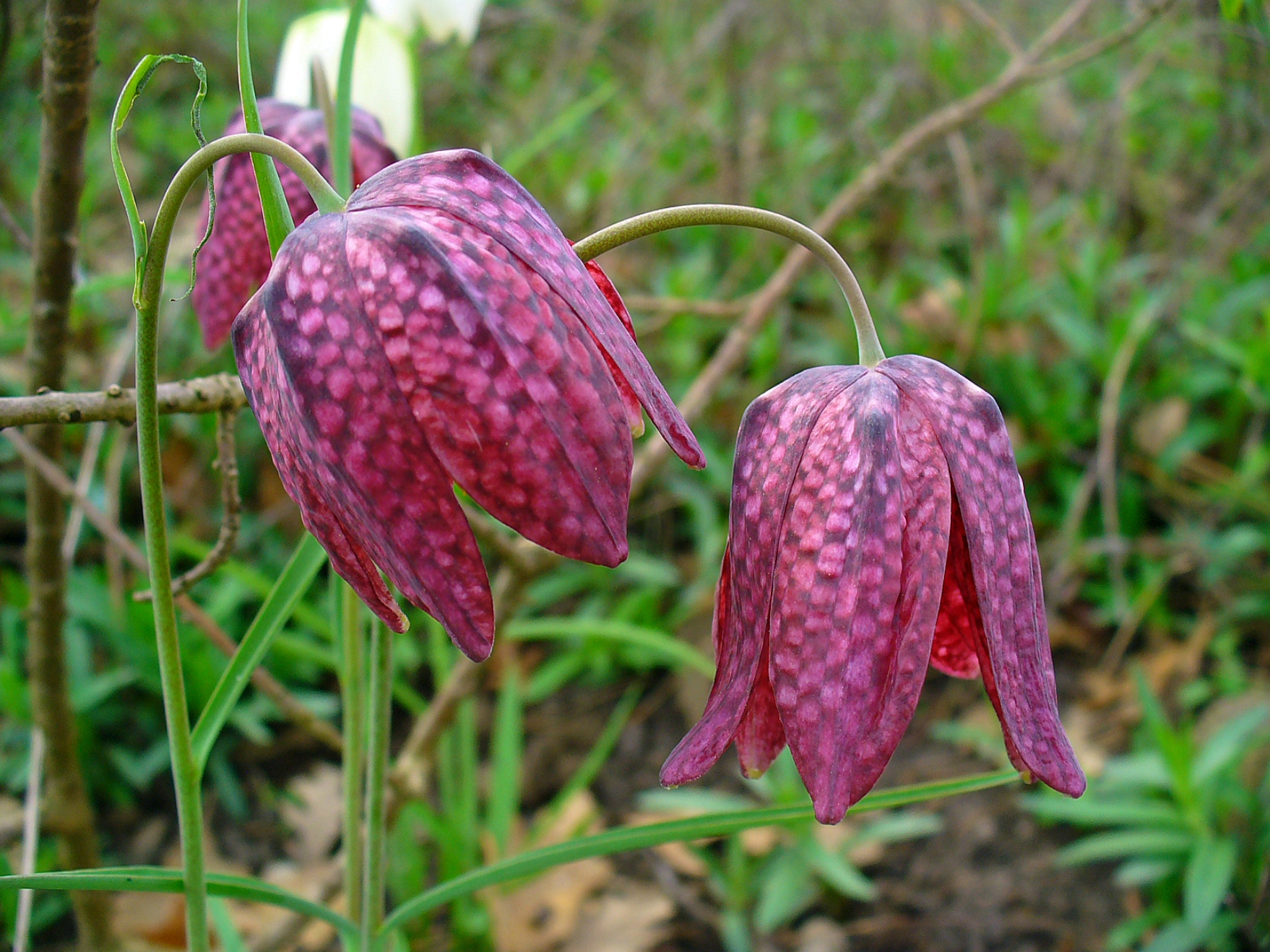
Laleaua pestriță

Mlaștina cea Mare a fost declarată arie protejată prin Legea Nr.5 din 6 martie 2000, publicată în Monitorul Oficial al României, Nr.152 din 12 aprilie 2000, privind aprobarea Planului de amenajare a teritoriului național - Secțiunea a III-a - zone protejate și se întinde pe o suprafață de 4 ha.
Arealul prezintă o zonă cu mlaștini oligotrofe ce adăpostește o gamă vegetală (relicte glaciare) variată specifică turbăriilor (ierburi, rogozuri, arbuști) precum și cîteva specii rare de păsări și batracieni. Rezervația naturală este inclusă în situl de importanță comunitară Depresiunea și Munții Giurgeului.
La nivelul ierburilor este întâlnită laleaua pestriță (Fritillaria meleagris), o specie floristică protejată prin Directiva Consiliului European 92/43/CE (anexa I-a) din 21 mai 1992 (privind conservarea habitatelor naturale și a speciilor de faună și floră sălbatică) și cunoscută de localnici sub denumirea populară de clopoțel. 